# Tuc de Gurièr
El Tuc de Gurièr és una muntanya de 2.519 metres que es troba entre els municipis de Naut Aran, a la comarca de la Vall d'Aran i França.